# John Flamsteed

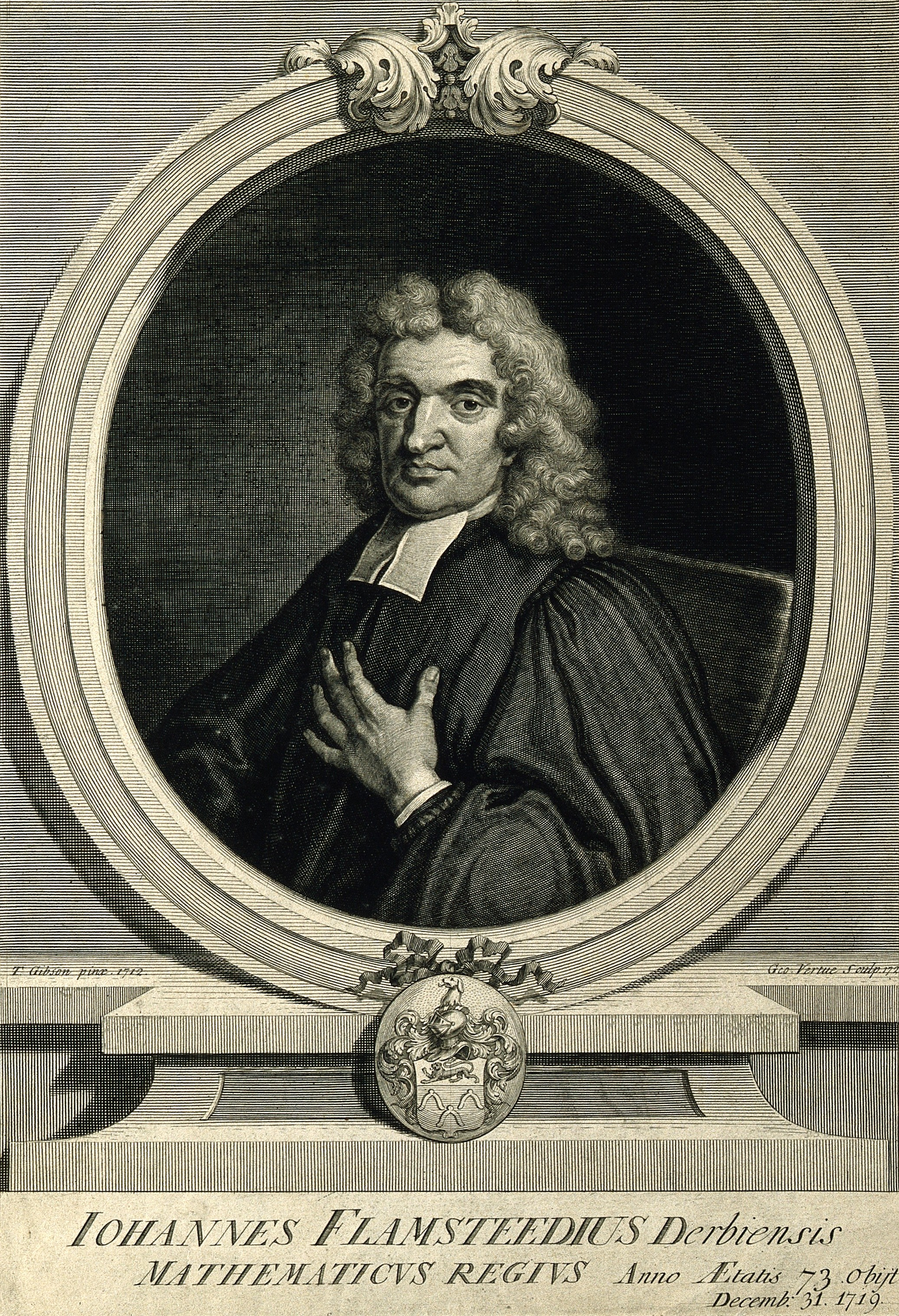
John Flamsteed.

John Flamsteed (Denby, Derbyshire, Inglaterra, 19 de agosto de 1646-Greenwich, Inglaterra, 31 de diciembre de 1719) fue un astrónomo británico, Primer Astrónomo Real, quien tuvo a su cargo la creación del Real Observatorio de Greenwich. Es el autor del catálogo estelar Atlas Coelestis.

## Biografía
Fue ordenado diácono y se preparaba para establecerse en Derbyshire cuando fue invitado a Londres. El 4 de marzo de 1675, fue designado, por decreto real, "Observador Astronómico del Rey" —el primer Astrónomo Real británico—, con una dotación de £100 anuales. En junio de 1675, otro decreto real proveyó lo necesario para el establecimiento del observatorio de Greenwich, poniendo Flamsteed la primera piedra en agosto de dicho año. En febrero de 1676, fue admitido como miembro de la Royal Society, y en julio se trasladó al observatorio, donde vivió hasta 1684, cuando finalmente fue ordenado ministro de la parroquia de Burstow, Surrey. Mantuvo dicho cargo, así como el de "Astrónomo Real", hasta su muerte. Fue enterrado en Burstow.
Calculó con precisión los eclipses solares de 1666 y 1668. Fue responsable de una de las primeras observaciones del planeta Urano, a pesar de haberlo confundido con una estrella y catalogarlo como “34 Tauri”.
En 1672 realizó delicadas observaciones para determinar el valor del paralaje solar: el que obtuvo fue igual a 10" ( el valor real es 8.79").
El 16 de agosto de 1680 catalogó una estrella como 3 Cassiopeiae, cuya existencia astrónomos posteriores no pudieron corroborar. Trescientos años más tarde, el historiador astronómico estadounidense William Ashworth sugirió que lo que probablemente habría visto Flamsteed sería una supernova, explosión que habría producido la fuente de ondas de radio más potente fuera de nuestro sistema solar, conocida en el Tercer Catálogo de Cambridge como 3C 461, comúnmente llamada Cassiopeia A por los astrónomos. Debido a que la posición de "3 Cassiopeia" no concuerda exactamente con la de "Cassiopeia A", y a que la onda de expansión ha sido trazada hasta 1667, y no 1680, algunos historiadores piensan que lo que hizo Flamsteed fue calcular erróneamente la posición de una estrella ya conocida.
También es recordado por sus conflictos con Isaac Newton, el entonces presidente de la Royal Society, quien intentó robar algunos de los descubrimientos de Flamsteed para su propio trabajo. Newton engañó a Flamsteed utilizando un edicto del rey, y publicó los hallazgos sin dar crédito a Flamsteed. Algunos años después, Flamsteed logró comprar la mayoría de las copias de dicho libro, y públicamente los quemó frente al Observatorio Real.
Trabajó varios años en un catálogo de estrellas, que publicó en 1707. En 1725 fue publicado Historia Coelestis Britannica, obra que, en parte póstuma, contenía sus observaciones para el período 1675-1719, incluyendo un catálogo de casi 3000 estrellas significativamente más preciso que cualquier otro trabajo anterior, así como los catálogos de Tolomeo y Landgrave. Esta fue considerada como la primera contribución significativa del Observatorio de Greenwich.

## Honores
- El asteroide 4987 Flamsteed
- Electo Miembro de la Royal Society en 1676
- El cráter Flamsteed en la Luna lleva este nombre en su honor
- La Escuela de la Comunidad John Flamsteed en Denby, Derbyshire, fue nombrada en su honor